# Bába-völgyi 3. sz. víznyelőbarlang
A Bába-völgyi 3. sz. víznyelőbarlang Magyarország megkülönböztetetten védett barlangjai között van. Az Aggteleki Nemzeti Park területén található. Az Aggteleki-karszt és a Szlovák-karszt többi barlangjával együtt 1995 óta a világörökség része. A Bába-völgy leghosszabb barlangja. Bódvaszilas megkülönböztetetten védett hat barlangja közül az egyik.

## Leírás
Szögliget központjától északra, körülbelül három kilométernyire, az Alsó-hegy déli részén, a Bába-völgyben, erdőben, egy időszakosan aktív, jól fejlett, több nyelőponttal rendelkező víznyelő alján nyílik. A Bába-völgyi 2. sz. víznyelő barlangjának a bejáratától körülbelül 500 méternyire, északkeletre, az Országos Kéktúra kék sávval jelzett turistaútjának és a piros sáv jelzésű turistaútnak a találkozásánál, az elágazástól körülbelül 20–30 méterre van a kibetonozott, függőleges tengelyirányú bejárata. A barlang helyét jelölik az új kiadású turistatérképek.
A fejlődő víznyelőnek nagy, körülbelül 200.000 négyzetméteres a vízgyűjtő területe. A nyelőbe befolyó víz az Acskó-forrásban jelenik meg, de a víznyelőbarlang hidrológiai rendszeréhez tartozik víznyomjelzéssel bizonyítottan a Hangyás-nyelő, a Frank-barlang, az Acskóréti-nyelő és a Csörgő-forrásbarlang is.
Középső triász gutensteini dolomitban jött létre. A vízszintes kiterjedése 41 méter és a végpontján egy szűk, vizes, huzatos meander akadályozza meg a további járatok felfedezését. A barlang kis vízhozamú patakjában, több helyen barlangi vakrákok élnek. Láttak egy denevért, amelyik a végponti meanderbe berepült, majd a meanderből kirepült. Található benne egy 18 méter hosszú, átlagosan 6 méter széles és 4 méter magas terem. A barlangjáró alapfelszereléssel járható, nem lezárt barlang engedéllyel tekinthető meg. Jelenleg nem látogatható, mert beomlott. Megkülönböztetetten védett barlang, mert nagy a kiterjedése és barlangi vakrákok élnek benne, valamint a formakincse és a hidrológiai fontossága miatt.
A barlang Mocsár nevű része az ott található sok sár miatt kapta a nevét. Előfordul a barlang az irodalmában Bába-völgyi 3. számu viznyelő (Dénes 1969), Bába-völgyi 3. sz. viznyelő (Dénes 1969), Bábavölgyi 3.sz. viznyelő (Dénes 1964), Bába-völgyi III.sz. víznyelőbarlang (Nyerges 1994), Bába-völgyi III.sz víznyelőbarlang (Vlk 2019), Bába-völgyi 3. sz víznyelőbarlang (Kordos 1984) és Bába-völgyi 3.sz. víznyelőbarlang (Persányi 2006) neveken is.

## Kutatástörténet
1957 májusában Dénes György talált rá a víznyelőre. 1957. augusztusban vizsgálták meg az agyagos víznyelőt a Balázs Dénes által vezetett ÉM Kinizsi Barlangkutató Csoport tagjai és úgy vélték, hogy célszerű és könnyű lenne kibontása, bár a nyelőtölcséreknél nem érzékeltek huzatot. Ekkor azt hitték, hogy az acskói Alsó-forrásban és az acskói Felső-forrásban jelenik meg a víznyelőben eltűnő víz.
Az 1961-ben kiadott, Aggtelek és környéke című útikalauzban az olvasható, hogy Dénes György 1958-ban kimutatta a víznyelő és a Borz-forrás hidrológiai összefüggését. 1964. március 24-én hidrológiai összefüggés vizsgálat miatt réz-szulfáttal festették meg a víznyelőt, de a megjelölt víz felbukkanását nem észlelték sehol és ezért Dénes György csak feltételezte, hogy a nyelő a Bába-forrásba adja le vizét az 1959 nyarán a Bába-völgyi 2. sz. víznyelőben Dénes György által végzett fluoreszceines vízfestés eredményéből következtetve. 1964. március 22-én a víznyelőben szivárgás volt tapasztalható. 1964. március 26-án 60 l, 27-én 230 l és 28-án 100 l vizet nyelt el percenként.
Hazslinszky Tamás 1965-ben publikált tanulmánya szerint a víznyelő nagy vízgyűjtő területű és megállapítható a nyelőlyuk egyre határozottabb fejlődése. Az 1965. augusztus 1-jén készült szpeleográfiai terepjelentés szerint elagyagosodott, időszakosan aktív víznyelő, amely Szögligeten található. 1966-ban a Kinizsi Barlangkutató Csoport tagjai ellenőrző bejárásokat és kis állagfenntartási munkát végeztek a bába-völgyi nyelőkben. 1969. február 22-én nátronlúgos fluoreszcein alkalmazásával lett kimutatva a víznyelő Acskó-forrással való hidrológiai összefüggése. A víz a Borz-forrásban nem jelent meg.
A Bertalan Károly által írt, 1976-ban befejezett kéziratban, a 69. számú cédulán szó van arról, hogy a Bábavölgyi 3. sz. viznyelő Szögligeten, az Alsó-hegyen található. A fejlődő víznyelő nagy vízgyűjtőterületű. A Bába-völgyi 2. sz. víznyelő barlangjától KÉK-re 300 m-re helyezkedik el. A Bába-völgyi 3. sz. víznyelőbarlangot ismertető cédula a Hazslinszky Tamás által írt publikáció alapján lett írva. A Magyar Karszt- és Barlangkutató Társulat 1982. évi vándorgyűlésén az egyik felszíni túracélpont volt a barlang. Az 1984-ben kiadott, Magyarország barlangjai című könyv országos barlanglistájában szerepel az Aggteleki-karszton lévő barlang Bába-völgyi 3. sz víznyelőbarlang néven. A listához kapcsolódóan látható az Aggteleki-karszt és a Bükk hegység barlangjainak földrajzi elhelyezkedését bemutató 1:500 000-es méretarányú térképen a barlang földrajzi elhelyezkedése.
1993 nyarán a barlangot a MAFC Barlangkutató Csoport 87,26 m hosszig, 10,5 m mélységig, 0,7 m magasságig, 11,2 m függőleges kiterjedésig feltárta. 1993. szeptember 4–5-én Németh Zsolt és Torda István felmérték vesztett pontokkal a barlangot, majd Németh Zsolt a felmérés felhasználásával megrajzolta a barlang alaprajz térképét. A feltárás után a barlang bejárata beomlott. 1994-ben a csoport Szenthe István segítségével kibetonozta a barlangbejáratot, hogy biztonságos legyen a barlangba bejutni. Ebben az évben elkezdődött a Bába-völgyi III/a. jelű beszakadás bontása, hogy hátha sikerül innen bejutni a Bába-völgyi 3. számú víznyelőbarlang végpont utáni járataiba. Az MKBT Műsorfüzet 1994. évi május–júniusi füzetéből megtudható, hogy az árusításra került Alsó-hegy térképlapon nincs rajta a Bába-völgyi 3. sz. víznyelőbarlang.

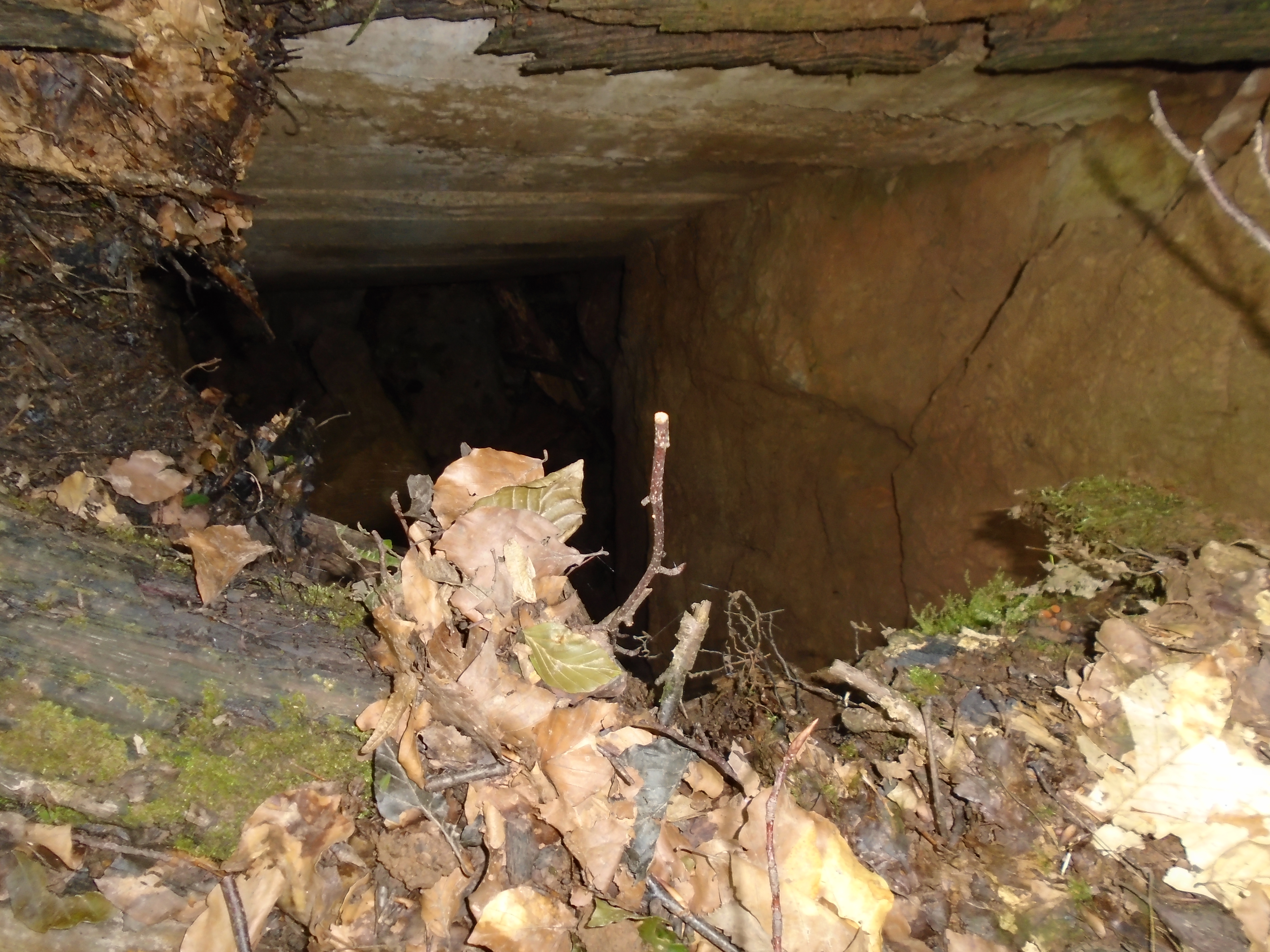
A Bába-völgyi 3. sz. víznyelőbarlang bejárata

A barlang az Aggteleki-karszt és a Szlovák-karszt többi barlangjával együtt 1995 óta a világörökség része. A Nyerges Attila által 1997-ben készített szakdolgozat szerint a 11 m mély Bába-völgyi III.sz.-víznyelőbarlang az Alsó-hegy magyarországi részének 45. legmélyebb barlangja. A 44. legmélyebb (Éves-zsomboly) szintén 11 m mély. 2000. december 10-én egy kutatónak sikerült kb. 20 m-t kúszni a végpontján túlra a végponti meanderben. A 2005-ben megjelent, Magyar hegyisport és turista enciklopédia című kiadványban meg van említve, hogy a MAFC Barlangkutató Csoport egyik legjelentősebb feltárása a Bába-völgyi 3. sz. víznyelőbarlang. Torda István szócikkében szó van arról, hogy Torda István volt a barlang egyik feltárója.
Az Aggteleki Nemzeti Park Igazgatóság működési területén lévő, 5451/23 nyilvántartási számú Bába-völgyi 3.sz. víznyelőbarlang, 2006. február 28-tól, a környezetvédelmi és vízügyi miniszter 8/2006. KvVM utasítása szerint, megkülönböztetett védelmet igénylő barlang. A 2008. szeptember 27-én megrendezett XV. Lakatos Kupa kiadványa szerint 11 m mély barlang. Nem volt a verseny helyszínei között. Az Aggteleki Nemzeti Park Igazgatóság működési területén lévő, 5451-23 kataszteri számú Bába-völgyi 3. sz. víznyelőbarlang, 2012. február 25-től, a vidékfejlesztési miniszter 4/2012. (II. 24.) VM utasítása szerint, megkülönböztetetten védett barlang.
Az Alsó-hegy karsztjelenségeiről szóló, 2019-ben kiadott könyvben az olvasható, hogy a Bába-völgyi III.sz víznyelőbarlang 107 m hosszú és 11 m mély. A barlang azonosító számai: Szlovákiában 188, Magyarországon 5454/23. A könyvben publikálva lett a barlang 1993-ban készült alaprajz térképe. A barlangot 1993-ban Németh Zsolt mérte fel, majd 1993-ban Németh Zsolt a felmérés felhasználásával megrajzolta a barlang alaprajz térképét. A térképet 2014-ben Luděk Vlk digitalizálta. A kiadványhoz mellékelve lett az Alsó-hegy részletes térképe. A térképet Luděk Vlk, Mojmír Záviška, Ctirad Piskač, Jiřina Novotná, Miloš Novotný és Martin Mandel készítették. A térképen, amelyen fekete ponttal vannak jelölve a barlangok és a zsombolyok, látható a Bába-völgyi 3. sz. víznyelőbarlang (5451/23, 188) földrajzi elhelyezkedése.

## További irodalom
- Hazslinszky Tamás: Az északborsodi Alsóhegy karsztjának néhány hidrográfiai kérdése. Hidrológiai Közlöny, 1965. 6. sz. 259., 261., 262. old.